# Zavodnje
Zavodnje je naselje u slovenskoj Općini Šoštanju. Zavodnje se nalazi u pokrajini Štajerskoj i statističkoj regiji Savinjskoj. 

## Stanovništvo
Prema popisu stanovništva iz 2002. godine naselje je imalo 295 stanovnika.